# نمول (ريمة)

تعديل مصدري - تعديل

نمول هي قرية جبلية في عزلة حورة بمديرية الجبين التابعة لمحافظة ريمة اليمنية، بلغ تعداد سكانها 377 نسمة حسب إحصاء اليمن لعام 2004.

## المحلات التابعة للقرية
- برم
- السلف
- السوداء
- الزيلة
- دوناعم
- المسناف
- العشة
- الجحره
- الدرام

## روابط خارجية
- الدليل الشامل